# جایزه بزرگ سان مارینو
جایزه بزرگ سان مارینو یکی از مسابقات قهرمانی فرمول یک بود که از سال ۱۹۸۱ تا ۲۰۰۶ در پیست انزو و دینو فراری در شهر ایمولا نزدیک کوهستان آپنینی در ایتالیا برگزار می‌شد. از آنجایی که در همان زمان مسابقه‌ای با نام جایزه بزرگ ایتالیا در مونزا برگزار می‌شد، این مسابقه به دلیل نزدیکی به سان مارینو جایزه بزرگ سان مارینو نام گرفت. در سال ۱۹۸۰ که مونزا در دست بازسازی بود، پیست ایمولا برای جایزه بزرگ ایتالیا مورد استفاده قرار گرفت.

## تاریخچه

### سرآغاز
منطقه پیرامون ایمولا مقر چند سازنده خودروی مسابقه‌ای (برای نمونه فراری، لامبورگینی، مازراتی، میناردی که بعداً به تورو روسو تغییر یافت، دالارا و استانگوئلینی) است. پس از جنگ جهانی دوم این شهر برنامه‌ای برای گسترش اقتصاد محلی اجرا کرد. چهار هوادار محلی مسابقات موتوری پیشنهاد دادند جاده‌ای جدید ساخته شود و به جاده‌های عمومی موجود که توسط خودروسازان محلی برای آزمایش خودروهایشان به کار می‌رفت، اتصال یابد. ساخت جاده در مارس ۱۹۵۰ آغاز شد. دو سال بعد آلبرتو اسکاری نخستین آزمایش را با خودرویی که انزو فراری تولید کرده بود، انجام داد و چند دور نمایشی در مسیر رانندگی کرد.
نخستین رقابت موتورسواری در آوریل ۱۹۵۳ و نخستین رقابت اتومبیل‌رانی در ژوئن ۱۹۵۴ در ایمولا برگزار شد. نخستین رقابت با خودروهای فرمول یک در آوریل ۱۹۶۳ به عنوان رقابت غیر مسابقه‌ای در ایمولا برگزار شد و با پیروزی جیم کلارک به پایان رسید. یک رقابت غیر مسابقه‌ای دیگر در سال ۱۹۷۹ در ایمولا برگزار شد و این بار نیکی لائودا برنده رقابت شد.
در خط شروع جایزه بزرگ ایتالیای ۱۹۷۹ در پیست سریع مونزا حادثه‌ای رخ داد که منجر به کشته شدن رونی پترسون راننده محبوب سوئدی شد. از این رو در سال ۱۹۸۰ مسابقه به پیست ایمولا منتقل شد. در سال بعد، جایزه بزرگ ایتالیا دوباره به مونزا بازگشت و جایزه بزرگی در ایمولا برگزار نشد. مالکان پیست تمایل داشتند در تقویم بمانند، بنابراین از باشگاه اتومبیل‌رانی سان مارینو درخواست کردند برای برگزاری جایزه بزرگ به نام کشور خود پیشنهادی ارائه کنند. این پیشنهاد مورد موافقت قرار گرفت و جایزه بزرگ سان مارینو متولد شد.

### ایمولا

#### سال‌های نخست (۱۹۸۱ تا ۱۹۹۳)
مسابقه نخست در سال ۱۹۸۱ برگزار شد و ژیل ویلنوو در خط نخست قرار گرفت؛ ولی پس از توقف او برای تعویض لاستیک، در نهایت نلسون پیکه رهبری مسابقه را به دست آورد و برنده شد. مسابقه ۱۹۸۲ توسط بیشتر تیم‌های اتحادیه سازندگان فرمول یک تحریم شد و تنها ۱۴ خودرو مسابقه دادند. رقابت تنها میان دو خودروی فراری ویلنوو و دیدیه پیرونی بود. با این حال و با وجود دستور تیمی مبنی بر کاهش سرعت رانندگان برای جلوگیری از ایجاد مشکل مکانیکی یا اتمام سوخت، پیرونی و ویلنوو به رقابت با یکدیگر ادامه دادند و با اشتباه ویلنوو در دور آخر، پیرونی برنده مسابقه شد. ویلنوو اعلام کرد تا پایان عمر با پیرونی سخن نخواهد گفت و تا زمان مرگ خود که دو هفته بعد و در مرحله تعیین خط جایزه بزرگ بلژیک اتفاق افتاد، بر حرف خود ایستاد.
مسابقه ۱۹۸۵ نیز رقابت جذابی بود. آیرتون سنا در بیشتر مسابقه پیشتاز بود؛ ولی اشتفان یوهانسون که مسابقه را در خط ۱۵ آغاز کرده بود و توانسته بود به تدریج رتبه خود را بهبود دهد، در دور ۶۱ سنا را پشت سر گذاشت و پیشتاز شد. شوربختانه او به دلیل مشکل سوخت کناره‌گیری کرد. چند راننده دیگر نیز به همین دلیل از مسابقه خارج شدند و در نهایت، آلن پروست برنده مسابقه شد؛ ولی به دلیل سبک بودن خودرو به میزان ۲ کیلوگرم رد صلاحیت شد و قهرمانی به الیو ده آنجلیس ایتالیایی که دوم شده بود، اهدا شد. در مسابقه ۱۹۸۷ در مرحله تعیین خط، نلسون پیکه به سختی تصادف کرد و به دستور سید واتکینز (پزشک فدراسیون جهانی) از حضور در مسابقه بازماند.
در سال ۱۹۸۹ نام پیست تغییر کرد و به افتخار انزو فراری که سال پیش درگذشته بود، پیست انزو و دینو فراری نامیده شد. مسابقه این سال نیز با حادثه همراه بود و گرهارد برگر اتریشی به شدت در پیچ تامبورلو تصادف کرد. برگر بیهوش شد و خودرویش آتش گرفت. البته برگر آسیب چندانی ندید و تنها مسابقه بعدی را از دست داد. مسابقه متوقف و دوباره آغاز شد. پروست و سنا که در مک‌لارن هم تیمی بودند، پیش از آغاز مسابقه توافق کردند هرکدام زودتر به پیچ توسا برسد، رهبر مسابقه بماند. پروست پیش افتاد و جلوتر از سنا از پیچ تامبورلو گذشت. سنا به پروست رسید و در پیچ توسا از او سبقت گرفت. پروست که از زیر پا گذاشته شدن توافق عصبانی شده بود، بارها تلاش کرد از سنا سبقت بگیرد، ولی در نهایت در پیچ واریانته باسا از مسیر خارج شد و پیروزی را به سنا تقدیم کرد.

#### فاجعه ۱۹۹۴
جایزه بزرگ سان مارینوی ۱۹۹۴ سیاه‌ترین آخر هفته تاریخ ورزش اتومبیل‌رانی (از جایزه بزرگ بلژیک ۱۹۶۰ به بعد) به‌شمار می‌رود. اتفاقات این مسابقه منجر به اصلاحاتی به منظور افزایش ایمنی ورزش اتومبیل‌رانی شد. چند تصادف رخ داد و دو راننده کشته شدند. در دور تمرینی روز جمعه روبنس باریکلو به شدت تصادف کرد و به فنس‌های جداکننده تماشاگران از پیست برخورد کرد و چند دقیقه بیهوش بود. روز شنبه، بال جلوی خودروی رولاند راتزنبرگر شکسته شد و او در پیچ ویلنوو تصادف کرد. راتزنبرگر نتوانست خودرو را در پیچ نگه دارد و با سرعت حدود ۳۰۰ کیلومتر بر ساعت تقریباً با سر به دیوار حفاظتی پیست برخورد کرد. این تصادف منجر به شکستگی قاعده جمجمه راتزنبرگر و مرگ او شد. در روز مسابقه، جی جی لتو و پدرو لامی در آغاز مسابقه با هم برخورد کردند و پرت شدن قطعات شکسته به سوی فنس‌ها منجر به زخمی شدن هشت تماشاگر شد. در دور ۷ آیرتون سنا، احتمالاً پس از ایجاد مشکل مکانیکی، با سرعت بالا در پیچ تامبورلو از پیست خارج شد و به شدت با دیوار حفاظتی کنار رودخانه مجاور پیست برخورد کرد. بخشی از سیستم تعلیق و چرخ جلوی سمت راست از جای خود خارج شد و با سرعت بسیار زیاد به کلاه ایمنی سنا برخورد کرد. این برخورد آسیب شدیدی به سر سنا وارد کرد و ساعاتی بعد در بیمارستانی در بولونیا درگذشت. در ادامه مسابقه، هنگام خروج میکله آلبورتو از گاراژ، یکی از چرخ‌های خودروی او جدا شد و چهار مکانیک لوتوس و فراری را مصدوم کرد.
واکنش به این تراژدی‌ها در دنیای اتومبیل‌رانی خیره‌کننده بود. دو راننده از جمله قهرمان سه دوره جهان کشته شده بودند. این اتفاق برای نخستین بار در هشت سال گذشته افتاد و نخستین تلفات جانی در زمان مسابقه در دوازده سال اخیر بود. تا پایان فصل ۱۹۸۲ کشته شدن رانندگان رایج بود و هر فصل یک یا دو راننده کشته می‌شدند. استفاده از مواد قوی‌تر و کارآمدتر در ساخت خودروها و افزایش ایمنی مسیر و راننده در طول سال‌ها باعث کاهش چشمگیر تلفات شده بود. از سال ۱۹۸۳ تا سال ۲۰۱۸ به جز سنا و راتزنبرگر، تنها الیو ده آنجلیس در دور تمرینی در سال ۱۹۸۶ و ژول بیانچی در جایزه بزرگ ژاپن ۲۰۱۴ کشته شدند. معمولاً بدترین آسیبی که به رانندگان وارد می‌شد، مصدومیت‌های جزئی بود؛ ولی پس از رویداد فاجعه‌بار ۱۹۹۴ بسیاری از پیست‌ها اصلاح شد تا سرعت خودروها کاهش یابد. به ویژه پیچ ترسناک او روژ در پیست اسپا-فرانکورشان به مانع تبدیل شد. در طول فصل، مقررات طراحی خودرو تغیر یافت و بخشی از تغییرات به فصل بعد موکول شد.

#### سال‌های پایانی (۱۹۹۵ تا ۲۰۰۶)
پیچ‌های تامبورلو و ویلنوو که محل تصادفات زیادی در سال‌های مختلف بودند، از پیچ ساده به پیچ مانع‌دار کم‌سرعت‌تر تغییر پیدا کردند و پیچ واریانته باسا مستقیم شد. از سال ۱۹۹۹ تا ۲۰۰۴ میشائیل شوماخر پنج بار قهرمان شد و تنها در سال ۲۰۰۱ قهرمانی را به برادرش رالف واگذار کرد. شوماخر هفتمین پیروزی خود در جایزه بزرگ سان مارینو را در سال ۲۰۰۶ کسب کرد.
در ۲۹ اوت ۲۰۰۶ اعلام شد مسابقه از تقویم فصل ۲۰۰۷ خارج و جایزه بزرگ بلژیک جایگزین آن شده‌است. از آن زمان، جایزه بزرگ سان مارینو برگزار نشده‌است.
هیچ راننده‌ای از سان مارینو تاکنون در این جایزه بزرگ شرکت نکرده‌است. دو راننده ایتالیایی به نام‌های الیو ده آنجلیس (در سال ۱۹۸۵) و ریکاردو پاترسه (در سال ۱۹۹۰) برنده آن شده‌اند. میشائیل شوماخر با هفت پیروزی رکورددار است و پس از او آیرتون سنا و آلن پروست با سه پیروزی قرار دارند. در بخش سازندگان نیز، ویلیامز و فراری هشت پیروزی و مک‌لارن شش پیروزی کسب کرده‌اند.

## برندگان جایزه بزرگ سان مارینو

### برندگان چندگانه (رانندگان)
| تعداد پیروزی | راننده         | سال‌های پیروزی                            |
| ------------ | -------------- | ---------------------------------------- |
| ۷            | میشائیل شوماخر | ۱۹۹۴، ۱۹۹۹، ۲۰۰۰، ۲۰۰۲، ۲۰۰۳، ۲۰۰۴، ۲۰۰۶ |
| ۳            | آیرتون سنا     | ۱۹۸۸، ۱۹۸۹، ۱۹۹۱                         |
| ۳            | آلن پروست      | ۱۹۸۴، ۱۹۸۶، ۱۹۹۳                         |
| ۲            | نایجل منسل     | ۱۹۸۷، ۱۹۹۲                               |
| ۲            | دیمون هیل      | ۱۹۹۵، ۱۹۹۶                               |

### برندگان چندگانه (سازندگان)
| تعداد پیروزی | سازنده  | سال‌های پیروزی                                  | سال‌های پیروزی |
| ------------ | ------- | ---------------------------------------------- | ------------- |
| ۸            | فراری   | ۱۹۸۲، ۱۹۸۳، ۱۹۹۹، ۲۰۰۰، ۲۰۰۲، ۲۰۰۳، ۲۰۰۴، ۲۰۰۶ |               |
| ۸            | ویلیامز | ۱۹۸۷، ۱۹۹۰، ۱۹۹۲، ۱۹۹۳، ۱۹۹۵، ۱۹۹۶، ۱۹۹۷، ۲۰۰۱ |               |
| ۶            | مک‌لارن  | ۱۹۸۴، ۱۹۸۶، ۱۹۸۸، ۱۹۸۹، ۱۹۹۱، ۱۹۹۸             |               |